# Zenkers honingspeurder
De Zenkers honingspeurder (Melignomon zenkeri) is een vogel uit de familie Indicatoridae (honingspeurders). Deze vogel is genoemd naar de Duitse natuuronderzoeker  Georg August Zenker (1855-1922).

## Verspreiding en leefgebied
Deze soort komt voor van zuidelijk Kameroen en noordelijk Gabon tot westelijk Oeganda en oostelijk Congo-Kinshasa.

## Status
De grootte van de populatie is niet gekwantificeerd maar de soort wordt omschreven als zeldzaam. Op de Rode lijst van de IUCN heeft deze soort de status niet bedreigd.